# Nicasio Sangurima
Nicasio Sangurima es un personaje de ficción, de la novela costumbrista "Los Sangurimas" escrita por el ecuatoriano José de la Cuadra.

## Biografía
Nicasio Sangurima es el jefe de familia y propietario de la Hondura, es muy respetado por todos y de quien se dice tiene poder, riqueza, mujeres y dones tenebrosos gracias a un pacto con el Demonio. Es un montubio que pese a su avanzada edad es de aspecto fornido y saludable, además de afirmar ser hijo de un gringo que fue asesinado por su tío, por lo que su madre cobro venganza asesinándolo, y es por ella a la cual se debe su apellido de los Sangurimas de Balao.
Nicasio infunde respeto y temor por quienes lo conocen.